# Maria Widmark
Maria Sofia Widmark, född 30 november 1852 i Ljusdals socken, död 15 oktober 1927 i Borås, var en svensk sångerska. Hon var dotter till Per Henrik Widmark.
Widmark genomgick Musikaliska akademiens avdelning för sång under Julius Günther och tillhörde Oscar II:s privata musiksällskap. Hon var huvudsakligen bosatt i Stockholm, i Helsingborg 1906–11 och tillbringade sina senare år på Ulricehamns sanatorium.